# Estoreta elèctrica

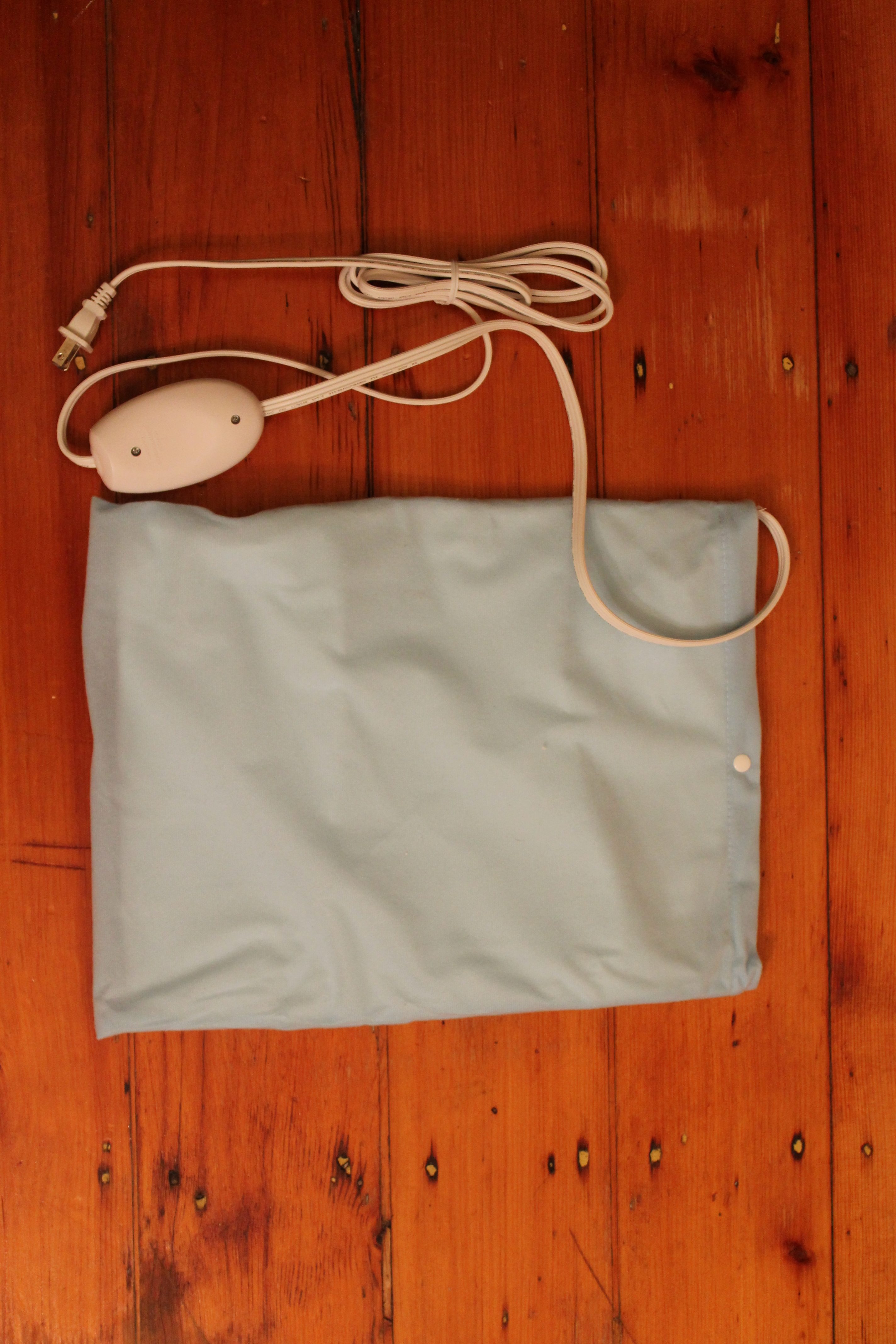
Estoreta elèctrica

Una  estoreta elèctrica  és una estoreta amb una resistència calefactora elèctrica integrada que es col·loca generalment sobre la part del cos a la qual es vol donar escalfor. L'estoreta elèctrica es pot utilitzar també per a pre-escalfar el llit abans de fer-lo servir o per a mantenir l'escalfor en altres llocs on l'usuari en vulgui amb finalitat terapèutica, no cal que sigui al llit forçosament.

Les estoretes elèctriques tenen normalment un termòstat que serveix per a establir la quantitat de calor que l'estoreta ha d'irradiar, i que es pot ajustar mitjançant un comandament de control consistent en un interruptor de quatre o cinc posicions.

## Utilitats
Altres utilitats de l'estoreta elèctrica són:
- Proporcionar escalfor a l'hivern en zones diverses del cos i a qualsevol lloc de la casa
- Aplicacions per a alleugerir[1] dolors musculars, de ronyons, d'esquena, etc.

## Seguretat
- Cal evitar-ne el contacte amb aigua o d'altres líquids, perquè l'estoreta porta una resistència semblant a la d'un assecador de cabells connectada directament a 110V/220V (segons el model) i els aïllants mullats són conductors, cosa que comporta, per tant, perill d'enrampament. Si bé no és tan perillosa com una flassada elèctrica atès que té una superfície força més petita (1.200 cm²) i per això mateix és més fàcil de controlar —una flassada és unes 30 vegades més gran (4 m²)—, en els usos tant de l'una com de l'altra hi intervenen elements que, combinats, són potencialment perillosos: calor, electricitat, material sovint inflamable i una persona que dorm. Per tant, l'ús d'estoretes elèctriques s'ha de tenir en compte a l'hora de valorar mesures de seguretat contra incendis, sobretot les estoretes que tenen més de deu anys i/o que han estat danyades per l'ús, doblegades, esquinçades o més gastades que de normal.
- Les estoretes elèctriques també comporten el risc de provocar cremades a aquells qui estiguin impossibilitats de reaccionar al dolor o de posar-hi remei, com ara nadons, nens petits, diabètics i ancians.